# إخناواي
أخناواي الزلاقة إحدى قرى مركز طنطا التابع لمحافظة الغربية بجمهورية مصر العربية، ويجاورها قرى الرجدية وكفر سبطاس.

## التاريخ
قرية إخناواي من القرى القديمة، حيث وردت باسم «أخنويه» في أعمال الغربية ضمن قرى الروك الصلاحي التي أحصاها ابن مماتي في كتاب قوانين الدواوين، كما وردت باسم «اخنويه الزلاقة» في أعمال الغربية ضمن قرى الروك الناصري التي أحصاها ابن الجيعان في كتاب «التحفة السنية بأسماء البلاد المصرية».
وردت باسم «اخنويه الزلاقة» في التربيع العثماني الذي أجراه الوالي العثماني سليمان باشا الخادم في عصر السلطان العثماني سليمان القانوني ضمن قرى ولاية الغربية، وفي تاريخ 1228هـ/1813م الذي عدّ قرى مصر بعد المسح الذي قام به محمد علي باشا باسم «إخناواي الزلاقة» ضمن قرى مديرية الغربية. كانت القرية من توابع مركز الجعفرية (مركز السنطة حاليًا) في تعداد 1882، ثم وردت في جداول مركز طنطا في تعداد 1897.

## التعليم
تصل نسبة الأمية في القرية إلى 38.83% بين من تجاوزوا العاشرة من عمرهم، بينما تصل نسبة من حصلوا على تعليم جامعي إلى 3.71% من جملة السكان.

## السكان
بلغ عدد سكان إخناواي الزلاقة 26,229 نسمة حسب تقدير عام 2018. ذكر في تعداد 1986 أن القرية بها أقلية مسيحية.
| السنة  | 1882 | 1897 | 1907 | 1927 | 1947 | 1960 | 1976 | 1986   | 1996   | 2006   | 2018   |
| ------ | ---- | ---- | ---- | ---- | ---- | ---- | ---- | ------ | ------ | ------ | ------ |
| القرية | 2832 | 4040 | 4358 | 4710 | 4967 | 6193 | 8696 | 12,254 | 14,897 | 17,349 | 26,229 |